# طيران القوات البرية الملكية السعودية
طيران القوات البرية الملكية السعودية هي الذراع الجوي للقوات البرية في المملكة العربية السعودية.

## التاريخ
مرّ طيران القوات البرية بمراحل تاريخية جعلت منه أهم أسلحة القتال بالقوات البرية في القوات البرية، وذلك بفضل توجيهات ولي العهد نائب رئيس مجلس الوزراء وزير الدفاع والطيران والمفتش العام صاحب السمو الملكي الأمير سلطان بن عبد العزيز، ونائبه صاحب السمو الملكي الأمير عبد الرحمن بن عبد العزيز.وكان لهيئة عمليات القوات البرية دور فاعل في إعداد نواة التأسيس الأولى للطيران، عندما تم ابتعاث مجموعة من ضباط القوات البرية لدراسة الطيران العمودي في الولايات المتحدة الأميركية.وفي 9/1/1400هـ صدرت الموافقة على تأسيس مكتب مشروع الطيران في عمليات القوات البرية، وتزويد طيران القوات البرية بطائرات عمودية متطورة. وكان لتاريخ 1/8/1402هـ أهمية بالغة للطيران في القوات البرية، إذ جرى فيه تحويل «مكتب مشروع الطيران» إلى «قيادة طيران الجيش» بسبب ازدياد مهمات هذه القيادة وتوسعها، وعدّل مسماها ليصبح «قيادة طيران القوات البرية» اعتباراً من 1/7/1417هـ، ومنذ ذلك الوقت وطيران القوات البرية يشهد تطوراً كبيراً. وحالياً يتبع هذا السلاح معهد متكامل.

## الهيكل التنظيمي
- مجموعة الطيران الأولى.
- مجموعة الطيران الثانية.
- مجموعة الطيران الثالثة.
- مجموعة الطيران الرابعة.

## المعدات
| الطراز            | صورة | نوع                  | بلد المنشأ       | ملاحظة |
| المروحية          |      |                      |                  |        |
| ----------------- | ---- | -------------------- | ---------------- | ------ |
| أو إتش-58 كيوا    |      | مروحية               | الولايات المتحدة |        |
| إيه إتش-64 أباتشي |      | مروحية هجومية        | الولايات المتحدة |        |
| سيكورسكي إس-70    |      | مروحية متعددة المهام | الولايات المتحدة |        |
| بلاك هوك          |      | مروحية متعددة المهام | الولايات المتحدة |        |
| سي إتش-47 شينوك   |      | مروحية نقل عسكرية    | الولايات المتحدة |        |